# Interpretor
Interpretorul este  în tehnică software (de programare), un program special prin  care se citește,  se analizează și se execută (interpretează pe loc) comenzile și instrucțiunile dintr-un  program sursă - și anume pas cu pas, una după alta, fără o compilare anterioară. Eventualele erori de programare din programul-sursă devin evidente abia în momentul când interpretorul încearcă să-l execute și evident se blochează. Interpretarea unui program sursă durează mai mult decât executarea programului (același) compilat. Aceasta se explică prin aceea că instrucțiunile unui program  compilat sunt direct executate, în timp ce interpretorul citește și analizează mai întâi instrucțiunile, după care le poate executa.